# 흥남감옥
흥남감옥(興南監獄)은 흥남 질소비료 공장의 특별노무자 수용소이다.

## 체험자의 증언
강제노동 체험자라고 자칭하고 있는 통일교 창시자 문선명에 따르면, 당시 북한은 모든 죄수들에게 3년 동안 이 곳에서 강제 노동을 시켰다고 한다. 그에 따르면, 감옥의 하루는 새벽 4시 반에 시작하고, 암모니아를 하루에 140개의 쌀가마니에 퍼담는 것과 같은 위험한 일을 시켰다고 한다. 식량배급은 하루에 작은 밥공기로 두 그릇과 무청이 든 소금물이 전부였으며, 일을 달성하지 못하면 식량배급이 반으로 줄어들었다고 한다. 죄수의 절반이 일 년 안에 죽어나갔다고 하며, 공장에서 생산한 암모니아 포대는 소련으로 옮겨졌다고 한다.